# Philippe Christanval
Philippe Charles Lucien Christanval (* 31. August 1978 in Paris) ist ein ehemaliger französischer Fußballspieler.

## Karriere
Der erste Verein von Christanval war I.N.F. et Sarcelles, die er 1994 Richtung AS Monaco verließ. 2001 wechselte der Franzose für circa 17 Millionen € zum FC Barcelona. Kam er dort in seiner ersten Saison noch regelmäßig zum Einsatz, wurde er in seiner zweiten Saison durch Verletzungen zurückgeworfen und konnte nur vier Ligaspiele in der Startelf bestreiten. Von 2003 bis 2005 war er bei Olympique Marseille unter Vertrag. Auch hier wurde er, bei seiner Ankunft noch Kapitän, früh durch Verletzungen gestoppt, kam im ersten Jahr nur auf 13 Ligaspiele und im zweiten Jahr wurde er aufgrund seines hohen Gehaltes in die zweite Mannschaft abgeordnet. 2005 wechselte er zum FC Fulham. Das Verletzungspech verfolgte Christanval auch bei diesem Verein. In seinen ersten beiden Saisons spielte er noch regelmäßig, doch in seiner dritten Saison 2007/08 konnte er nur ein Ligaspiel als Einwechselspieler bestreiten. Als Fulham den Vertrag nach dieser Saison nicht verlängern wollte und er keinen neuen Verein fand, entschloss sich Christanval im Alter von 30 Jahren seine Karriere zu beenden.
Christanval spielte im Zeitraum von 2000 bis 2002 fünf Mal in der französischen Fußballnationalmannschaft.

## Erfolge
- Französische Meisterschaft: 1997, 2000
- Französischer Supercup: 2000
- WM-Teilnahme: 2002 (kein Einsatz)